# Afolabina yoruba
Afolabina yoruba är en mångfotingart som beskrevs av Hoffman 1967. Afolabina yoruba ingår i släktet Afolabina och familjen Chelodesmidae. Inga underarter finns listade i Catalogue of Life.